# Téssa
Téssa est une localité et une commune rurale du Niger, du département de Dosso, région de Dosso.

## Géographie
La localité de Téssa est située à 51 km au sud-est du chef-lieu départemental de Dosso.  
| Goroubankassam | Goroubankassam | Karguibangou |
| Farey          | Téssa          | Karguibangou |
| Farey          | Dioundiou      | Dioundiou    |

## Histoire
La commune rurale de Téssa instaurée en 2002, est issue du canton de Dosso. 

## Population
Lors du recensement général de 2012, la population communale est relevée à 26 668 habitants. La localité compte 2 841 habitants en 2012.

## Localités
La commune s'étend sur 30 villages, 8 hameaux et 26 camps au centre-est du département de Dosso.

## Services et infrastructures
- Centre de Santé Intégré (CSI) à Téssa, Mayaki Dey et Sandidey[4].
- Collège d'enseignement général (CEG) à Téssa.